# تيفال
تيفال (بالفرنسية: Tefal)‏ هي شركة فرنسية لتصنيع أدوات الطهي والأجهزة المنزلية مملوكة لمجموعة أس إي بي قروب أكبر مصنع في العالم لأدوات الطهي. اسمها عبارة عن أول أحرف لكلمة تيفلون (بالإنجليزية:Teflon) والألومنيوم (بالإنجليزية:aluminum). تشتهر الشركة بإنشاء فئة أواني الطهي «الغير لاصقة»، وبتقديمها لمعدات القلي التي لاتحتاج لكثير من الزيت والدهون. في بعض البلدان مثل الولايات المتحدة، يتم تسويق تيفال أيضًا باسم «تي-فال». تقوم تيفال أيضًا بتصنيع منتجات العناية بالملابس مثل مكواة البخار، وأجهزة بخار الملابس. في عام 2015، أصدرت الشركة منتج باسم «تيفال كويزين كومبنيان»، وهي آلة توفر للمستخدمين طرق طهي متعددة في جهاز مطبخ واحد. في المملكة المتحدة، تملك الشركة علامة كوك وير التجارية. يتم استخدام العلامة التجارية حاليًا بموجب ترخيص. باتباع أيديولوجيتها لتوسيع قاعدة عملائها العالمية، دخلت السوق الهندية في مايو 2014، من خلال الاستحواذ على واحدة من أكبر العلامات التجارية المنزلية الاستهلاكية في الهند وهي ماهارجا وايت لاين.

## المنتجات
للشركة الكثير من المنتجات المنزلية والكهربائية، ولكن اشتهرت الشركة بأواني الطبخ المنزلية مثل القدور العادية، قدور الضغط، السكاكين، المغارف، حافظات الطعام وغيرها الكثير، لكن اشتهرت الشركة خاصةً بمقالي الطبخ لأنها ذات جودة عالية وهي من النوع التي لا تحتاج إلى الكثير من الزيت ولا يلتصق بها الطعام. تصنع الشركة أيضًا الأجهزة الكهربائية للمنزل والمطبخ، تصنع الشركة غلايات المياه، آلات الشوي، قدور طبخ الأرز الكهربائية، مكواة البخار، أجهزة تبخير الملابس وغيرها الكثير، لكن اشتهرت الشركة بالقلايات الهوائية والتي تعمل بدون الزيت، وتعمل عن طريق تدوير بخار الماء الحار الذي تصل درجة حرارته إلى 200 درجة سيليزية حول الطعام.

### إيكوديزاين
بدأت تيفال في 2010 بزيادة الاهتمام بالبيئة، بناءً على ذلك، أطلقت الشركة مجموعة من أواني الطبخ باسم ناتورا والتي هي مصنوعة من الألمنيوم المعاد تدويره 100% ومجموعة إنجوي المصنوعة من مواد تم إعادة تدويرها بنسبة 95%. إلى اليوم تهتم تيفال بصناعة الأواني المنزلية بالألمنيوم المعاد تدويره.
للألمنيوم المعاد تدويره أهميات كبيرة منها:
- توفير الطاقة لأن إنتاجه يوفر طاقة بنسبة 95% عكس الألمنيوم التقليدي
- الحفاظ على مخزون الألمنيوم في العالم فإن تدوير طن واحد سيوفر إنتاج 4 أطنان من البوكسيت فيتم الحفاظ على موارد الأرض ويقل تلوث التربة عن طريق دفن المخلفات الصلبة

## التصنيع
تقع منشأة التصنيع الخاصة بتيفال في مدينة روميلي في فرنسا، تنتج الشركة كل عام 45 مليون قطعة مع الحفاظ على شروط المحافظة على البيئة.